# Il castello di Udine
Il castello di Udine è un libro dello scrittore italiano Carlo Emilio Gadda, pubblicato nel 1934 per le Edizioni di Solaria, vincendo il Premio Bagutta lo stesso anno.

## Contenuti
(incipit de Il castello di Udine, ed. Einaudi, 1955)
L'opera è una raccolta composita di racconti, ricordi e frammenti autobiografici, e descrizioni. In tutte queste prose si ritrova una ricerca appassionata fra lirismo e deformazione sarcastico-satirica. A un corrispondente, Gadda descrisse così il testo eterogeneo: «sono scritti di guerra e di viaggio e due novelle e qualche altra cosa».
Alcuni brani apparvero già sulla rivista Solaria tra il 1931 e il 1933, su L'Ambrosiano e su L'Italia letteraria. I primi 5 capitoli recuperano l'esperienza riversata nelle pagine di diario del 1915-1919, il celebre Giornale di guerra e prigionia, inedito nel 1934 e tale rimasto fino al 1955.
Accanto al narratore, voce narrante, è presente un curatore, tale dott. Feo Averrois - riprendendo il nome, per l'occasione storpiato (Feo in spagnolo significa brutto), di Averroè, il celebre filosofo dei commenti ai libri di metafisica di Aristotele - che recensisce e talora emenda il testo, rielaborando quanto descritto. È ascritta alla sua voce un Avviso al lettore e una Sinossi delle abbreviazioni usate annotando; sempre al curatore va addebitato il controtesto costituito dalle chiose al testo, lunghe note a piè di pagina.  L'opera è poi suddivisa in tre sezioni e un segmento, precedute da un manifesto programmatico, intitolato Tendo al mio fine:
- Il castello di Udine, incentrata su ricordi della Grande guerra,
- Crociata mediterranea,
- Polemiche e pace,
- Polemiche e pace nel direttissimo, diviso in tre episodi distinti.

## Edizioni
- Il castello di Udine, Firenze, Edizioni di Solaria, 1934,  p. 251.
- Il castello di Udine, in  I sogni e la folgore, Collana Supercoralli, Torino, Einaudi, 1955. [ed. riveduta, usata poi per tutte le traduzioni all'estero]
- Il castello di Udine, Collana Supercoralli, Torino, Einaudi, 1961. - Collana Nuovi Coralli n.66, Einaudi, 1973.
- Il castello di Udine, in  Romanzi e racconti I, Collana I Libri della Spiga: Opere di Carlo Emilio Gadda, Garzanti, 1988.
- Il castello di Udine, Collana Gli Elefanti. Narrativa, Milano, Garzanti, 1988, 1999, ISBN 978-88-116-6960-9.
- Il castello di Udine, a cura di Claudio Vela, Collana Biblioteca, Milano, Adelphi, 2024, ISBN 978-88-459-3940-2. [versione condotta sull'editio princeps del 1934]